# 대전대청중학교
대전대청중학교(大田大淸中學校)는 대한민국 대전광역시 대덕구 신탄진동에 있는 공립 중학교이다.

## 학교 연혁
- 2005년 11월 2일 : 대전대청중학교 31학급 설립 인가
- 2006년 3월 1일 : 초대 김용봉 교장 취임
- 2006년 3월 3일 : 제1회 입학식 (254명 입학)
- 2006년 5월 4일 : 대전대청중학교 개교식
- 2023년 9월 1일 : 제8대 윤민주 교장 취임
- 2024년 1월 3일 : 제16회 졸업식(163명 졸업, 총 졸업식 3,294명)
- 2024년 3월 4일 : 제19회 입학식 (194명 입학)

## 참고 자료
- 대전대청중학교 - 한국교육학술정보원 학교알리미